# Miiko Albornoz
Miiko Martín Albornoz Inola (* 30. November 1990 in Stockholm) ist ein chilenisch-schwedischer Fußballspieler. Der Defensivspieler besitzt neben der schwedischen auch die chilenische Staatsbürgerschaft und hatte verschiedene Juniorennationalmannschaften von Schweden durchlaufen, ehe er 2014 in der A-Nationalmannschaft von Chile debütierte.

## Vereinskarriere

### IF Brommapojkarna
Der als Sohn eines Chilenen und einer Finnin in Stockholm geborene Albornoz spielte in seiner Jugend beim IF Brommapojkarna aus seiner Geburtsstadt, bei dem er sich auch für die Nachwuchsnationalmannschaften Schwedens empfahl. Dort debütierte er im Verlauf der Zweitliga-Spielzeit 2008 im Profifußball, nachdem er bereits im Vorjahr in der ersten Liga – allerdings ohne Spieleinsatz – zum Kader der Wettkampfmannschaft gehört hatte. Schnell etablierte er sich als Stammspieler und trug mit sechs Toren in 16 Saisonspielen zum direkten Wiederaufstieg in die Allsvenskan bei. Nach zwei Spielzeiten in der ersten Liga, in denen er sich in den Kader der schwedischen U-21-Nationalmannschaft gespielt hatte, stieg er mit der Mannschaft wieder in die Zweitklassigkeit ab. Dort blieb er dem Klub zunächst treu.

### Malmö FF
Im Sommer 2011 verpflichtete der Erstligist Malmö FF Albornoz, der einen bis Ende 2015 gültigen Kontrakt unterzeichnete. Zunächst kam er nur zu Kurzeinsätzen, im Laufe der Spielzeit 2012 wurde er jedoch auch bei seinem neuen Verein Stammspieler und verdrängte den langjährigen Verteidiger Ulrich Vinzents aus der Startformation.
Das Jahr 2013 war von einem Ereignis außerhalb des Sportplatzes geprägt, als er im Januar wegen Sex mit einer Minderjährigen angeklagt wurde – wegen des Vorfalls hatte er bereits im November des Vorjahres drei Tage im Gefängnis gesessen. In der Folge vereinbarte er mit dem Verein eine Auszeit. Am 12. Februar 2013 wurde er zu einer Bewährungsstrafe verurteilt. Der Verein verlängerte daraufhin die Auszeit, verbunden mit dem Angebot, dass Albornoz wieder am Trainingsbetrieb teilnehmen könne. Ende April kehrte er wieder in den normalen Spielbetrieb zurück. Nachdem er die Auftaktspieltage verpasst hatte, bestritt er bis zum Saisonende 26 der 30 möglichen Saisonspiele. Damit war er einer der Schlüsselspieler zum Gewinn des Meistertitels 2013. Dazu gewann man im gleichen Jahr den Schwedischen Fußball-Supercup. In der folgenden Spielzeit konnte der Meistertitel verteidigt werden.

### Hannover 96
Am 20. Juni 2014 wurde bekannt, dass der zu dieser Zeit an der WM teilnehmende Miiko Albornoz zum deutschen Bundesligisten Hannover 96 wechselt. Unter Trainer Tayfun Korkut stand er zu Saisonbeginn in der Startformation. Sein Bundesligadebüt machte er am 23. August 2014 gegen Schalke 04, eine Woche zuvor machte er sein erstes Pflichtspiel für Hannover im DFB-Pokal. Albornoz avancierte rasch zum Stammspieler auf der Linksverteidiger-Position und machte insgesamt 28 Bundesligaspiele. Auch unter Michael Frontzeck war er Stammspieler. Zur Saison 2015/16 konnte er während der Hinrunde seinen Stammplatz behaupten. Nach nur 14 Punkten wurde Frontzeck beurlaubt und Thomas Schaaf wurde neuer Trainer von Hannover 96. Dieser wurde nach drei Punkten aus zehn Spielen ebenfalls entlassen und von Daniel Stendel abgelöst, der den Abstieg nicht mehr verhindern konnte. Bei dessen Debüt stand Albornoz nicht mehr in der Startelf. Am 23. Oktober 2016 hatte er in der 2. Bundesliga bei der 0:2-Niederlage gegen den 1. FC Nürnberg die Chance sein erstes Tor für 96 zu erzielen, doch er vergab einen Elfmeter. Am Ende dieser Saison glückte ihm Wiederaufstieg mit Hannover in die Erste Bundesliga. Schließlich erzielte er am 15. September 2018, dem 3. Spieltag der Saison 2018/19, bei der 2:3-Auswärtsniederlage gegen RB Leipzig seinen ersten Bundesligatreffer für Hannover zum Endstand. Am Ende der Saison stieg er mit Hannover 96 erneut in die zweite Bundesliga ab. Nach der Saison 2019/20 verlängerte Hannover 96 seinen auslaufenden Vertrag nicht.

### CSD Colo Colo
Im März 2021 unterschrieb er nach einem halben Jahr Vereinslosigkeit beim chilenischen Rekordmeister CSD Colo-Colo. Dort spielte er aufgrund von Verletzungen nur neun Spiele für die Albos.

### Velje BK
Albornoz wechselte im Januar 2022 zum dänischen Klub Vejle BK, stieg allerdings nach der Saison 2021/22 mit dem Klub in die 1. Division ab. Dennoch verlängerte er seinen nach einem Jahr auslaufenden Vertrag und schaffte mit Velje als Meister den direkten Wiederaufstieg in die Superliga.

## Nationalmannschaft
Albornoz bestritt zehn Spiele für die U-19 von Schweden. Zwischen 2009 und 2012 gehörte er zum Aufgebot der U-21, für die er elf Spiele betritt. Seine starken Leistungen 2013 und 2014 brachten ihm auch eine Berufung für die A-Nationalmannschaft Schwedens ein, die er jedoch ablehnte. Vielmehr folgte er im Januar 2014 einer Berufung des chilenischen A-Nationaltrainers Jorge Sampaoli, um an der im Sommer stattfindenden Weltmeisterschaftsendrunde 2014 teilnehmen zu können. Bei seinem Nationalmannschaftsdebüt gegen Costa Rica am 22. Januar 2014 trug er einen Treffer zum 4:0-Erfolg bei. Auch zu Beginn der Spielzeit 2014 Stammspieler, gehörte Albornoz Mitte Mai zum 30 Spieler umfassenden vorläufigen Kader für das WM-Turnier in Brasilien. Letztlich gehörte er auch zu den 23 Spielern für Brasilien, wurde aber von Trainer Jorge Sampaoli im Turnierverlauf nicht eingesetzt. Albornoz gehörte zum Kader der Copa América 2015. Chile konnte diesen Titel erstmals gewinnen. Er bestritt zwei Spiele während des Turniers.

## Sonstiges
Albornoz ist der Bruder von Mauricio Albornoz, der aktuell in der Division 1 bei Akropolis IF unter Vertrag steht.

## Erfolge
Malmö FF
- Schwedischer Meister: 2013, 2014
- Schwedischer Fußball-Supercup: 2013
- Dänischer Zweitligameister: 2021/22

Chilenische Nationalmannschaft
- Copa América: 2015